# Tapinoma sinense
Tapinoma sinense este o specie de furnică din genul Tapinoma. Descrisă de Emery în 1925, specia este endemică în Asia.